# Euaugaptilus similis
Euaugaptilus similis är en kräftdjursart som beskrevs av Brodsky 1950. Euaugaptilus similis ingår i släktet Euaugaptilus och familjen Augaptilidae. Inga underarter finns listade i Catalogue of Life.